# Lacazina
Lacazina es un género de foraminífero bentónico de la familia Fabulariidae, de la superfamilia Alveolinoidea, del suborden Miliolina y del orden Miliolida. Su especie tipo es Alveolina compressa. Su rango cronoestratigráfico abarca el Senoniense (Cretácico superior).

## Clasificación
Lacazina incluye a las siguientes especies:
- Lacazina blumenthali †
  - Lacazina blumenthali gracilis †
- Lacazina compressa †
- Lacazina elongata †
  - Lacazina elongata ovula †
- Lacazina lamellifera †
- Lacazina oeztemueri †
- Lacazina persica †
- Lacazina pyrenaica †
- Lacazina reichdi †
- Lacazina wichmanni †